# Citigroup Centre, Sydney
Citigroup Centre je en izmed najvišjih nebotičnikov v Sydneyju v Avstraliji. V višino meri 243 m. Je tudi druga najvišja zgradba v Sydneyju - prva je Sydney Tower.